# Indo jazz
L'indo jazz è un genere musicale costituito da influenze jazz, classiche e indiane. La sua struttura e i suoi modelli sono basati sulla musica indiana con sovrapposta la tipica improvvisazione jazz. Mentre il termine stesso è relativamente recente, il concetto risale almeno alla metà degli anni '50. Musicisti come John Coltrane, Yusef Lateef e altri riflettono influenze indiane.

## Storia
La Mahavishnu Orchestra potrebbe essere un primo esempio di un gruppo jazz con influenze indiane poiché John McLaughlin a quel tempo era un devoto di Sri Chinmoy. Altri hanno scoperto che gli elementi di improvvisazione già presenti in certa musica indiana si adattavano bene al jazz. Anche se John Mayer e Joe Harriott sono forse le influenze più importanti nel movimento, anche Alice Coltrane è nota anche per il lavoro relazionale.
ll'inizio degli anni '70, L. Subramaniam fu pioniere di un nuovo movimento di fusione indo-jazz, che chiamò "neo-fusion". Divenne molto popolare soprattutto dopo l'uscita dei suoi album come Fantasy Without Limits (1979), Blossom (1981), Spanish Wave (1983), Conversations (1984), Indian Express (1985), e Mani and Co. (1986), in cui ha collaborato con musicisti tra cui Stephane Grappelli, George Duke, Stanley Clarke, Tony Williams, Herbie Hancock, Larry Coryell, Emil Richards tra gli altri.
In America Broto Roy, percussionista di tabla, iniziò a comporre e registrare il suo genere di "Raga-Jazz" con il suo CD di debutto American Raga (1998), che fu portato a bordo e suonato sulla Stazione spaziale internazionale, quando Dennis Tito, il primo turista spaziale americano, decollò verso lo spazio. EMI India l'ha pubblicato in India. Il suo secondo CD, Total Immersion –  Live at the Kennedy Center, è solo il secondo CD autorizzato per la pubblicazione dal Kennedy Center (il primo era di Pavarotti). Il suo Quartetto ha pubblicato due CD: Ancient Algorithms (2015) e All Barriers Fall (15 maggio 2018).

## Ashwin Batish
Una delle esperienze di Indo-jazz più innovative proviene da Ashwin Batish, nativo di Bombay. Sebbene sia stato formato classicamente nella musica dell'India settentrionale da suo padre Pandit Shiv Dayal Batish, la crescita di Ashwin in Occidente, prima nel Regno Unito, poi negli Stati Uniti, gli ha dato una visione unica del mondo della musica occidentale. I suoi frequenti sit-in con musicisti jazz e il suo contatto con musicisti occidentali, come la collaborazione di suo padre con George Harrison per il film dei Beatles Help!, hanno acceso in lui il desiderio di estendere le sue radici di musica classica nel mondo del jazz e della fusion. Ashwin è stato, negli ultimi 35 anni, all'avanguardia nel combinare la sua musica classica con il rock, il pop e il jazz. Ha ricevuto il plauso della critica da parte di scrittori e pubblico di jazz e world music. La sua ultima uscita, Jazz Is Where Is, è con il suo "infuocato power trio di sitar" (Nigel Wood, Ear To The Globe, Irlanda).
Batish attualmente insegna alla facoltà dell'Università della California, a Santa Cruz, dove insegna teoria e pratica delle percussioni della musica indiana. Su invito dell'università, Ashwin terrà un corso intensivo estivo di cinque settimane per l'estate 2020 chiamato Raga Jazz –  un'applicazione della musica indiana agli strumenti occidentali.

## Approfondimenti di John Mayer
"Mayer è molto preciso su questa distinzione, poiché solo qualcuno poteva capire chi è cresciuto a Calcutta studiando musica indiana con Sanathan Mukherjee mentre contemporaneamente imparava musica occidentale con Melhi Mehta. 'La musica indiana è fondamentalmente costruita su una tecnica lineare', dice. «Non c'è armonia nel senso occidentale, solo una linea melodica estesa accompagnata da un bordone. L'assenza di armonia è compensata da ritmi molto complessi. Man mano che ho scoperto di più sulla musica occidentale, mi sono reso conto che ci sono somiglianze con le tecniche del serialismo. Nel serialismo hai a che fare con una sequenza atonale e nei raga, il sistema di scala indiano, hai a che fare con una sequenza tonale, ma che va su in una direzione e scende in un'altra, quella che viene chiamata aroha-avaroha. Nella maggior parte della musica che suoniamo in Indo-Jazz Fusions, la musica è tutta scritta. Non credo nell'improvvisazione eccessiva, e quando c'è spazio per improvvisare, lo si fa in un formato che ricordi all'esecutore le note del raga. [...]' [...] l'Indo-Jazz Fusion è proprio una prova della follia delle etichette. Non è una questione che la musica sia jazz, indiana o classica; è una miscela assolutamente soddisfacente di ingredienti in qualcosa di veramente nuovo, originale e lungimirante".

## Musicisti indo-jazz
- Vijay Iyer
- Shankar Jaikishan[9]
- Arun Ghosh[10]
- Grand Union Orchestra[11]
- A. R. Rahman
- Amit Heri
- Raghavendran Rajasekaran
- Ashwin Batish
- Bud Shank (with Ravi Shankar)
- L. Subramaniam
- Trilok Gurtu
- Prasanna Ramaswamy
- Joe Harriott
- Zakir Hussain
- Arun Luthra[[12]
- George Brooks
- Deobrat Mishra
- John Mayer
- Badal Roy
- L. Shankar
- Soul Yatra[13]
- John McLaughlin
- Shakti
- Prem Joshua
- Fareed Haque
- Nishat Khan
- Jyotsna Srikanth[14]
- Sunny Jain[15]
- Red Baraat
- Ranjit Barot
- Lalitha & Nandini
- Kendraka
- Dr Rahul Sharma
- Irène Schweizer (Jazz Meets India)[16]